# Râul Zidileasca
Râul Zidileasca este un afluent al râului Bega. 

## Hărți
- Harta județul Timiș